# Egeria, Resebrev från det Heliga landet
Egeria, Resebrev från det Heliga landet är en skrift författad av en kvinna vid namnet Egeria under 380-talet. Hon kom troligen från Spanien och färdades under flera år runt i Palestina, Egypten, Syrien och mindre Asien för att se de heliga platserna från Bibeln.
Resebreven, som hon skickade till en grupp väninnor i hemlandet beskriver hur pilgrimsrörelsen och gudstjänstlivet fungerade under den tidiga statskyrkan.
Denna brevsamling är den enda skriften från den tidiga kyrkan som är författad av en kvinna. Den blev översatt 2006 av religions- och kyrkohistorikern Per Beskow.